# San Quintin (Pangasinan)
San Quintin is een gemeente in de Filipijnse provincie Pangasinan op het eiland Luzon. Bij de laatste census in 2007 had de gemeente bijna 31 duizend inwoners.

## Geografie

### Bestuurlijke indeling
San Quintin is onderverdeeld in de volgende 21 barangays:
| - Alac - Baligayan - Bantog - Bolintaguen - Cabangaran - Cabalaoangan - Calomboyan - Carayacan - Casantamarian - Gonzalo - Labuan | - Lagasit - Lumayao - Mabini - Mantacdang - Nangapugan - Poblacion Zone I - Poblacion Zone II - Poblacion Zone III - San Pedro - Ungib |

## Demografie
San Quintin had bij de census van 2007 een inwoneraantal van 30.556 mensen. Dit zijn 2.298 mensen (8,1%) meer dan bij de vorige census van 2000. De gemiddelde jaarlijkse groei komt daarmee uit op 1,08%, hetgeen lager is dan het landelijk jaarlijks gemiddelde over deze periode (2,04%).